# Terapevtsko jahanje
Terapevtsko jahanje je zdravilska dejavnost, ki ugodno vpliva na gibalne in psihosocialne funkcije ter dinamično zdravljenje, usmerjeno je na celotnega človeka (telo, dušo in duha). Ni namenjeno le odpravljanju ali zmanjševanju bolezni in motenj, ampak tudi razvoju potencialov, samouresničenja, razvoja socialnosti in humanega odnosa.
Terapevtsko jahanje je zaradi svojih pozitivnih vplivov na človeka lahko dobro dopolnilo klasičnim medicinskim terapijam, a ne njihov nadomestek.
Terapevtsko jahanje razdelimo na tri glavna področja:
- Hipoterapijo
- Terapevtsko-pedagoško jahanje ali voltažiranje
- Jahanje za osebe s posebnimi potrebami

## Hipoterapija
Beseda hipoterapija je sestavljenka iz dveh grških besed, hippos (grško konj) in therapeia (grško zdravljenje). Hipoterapija je medicinsko-terapevtski postopek – fizioterapija na nevrofiziološki podlagi, pri kateri sodeluje konj. Predpiše jo zdravnik, izvaja pa ustrezno usposobljena ekipa, v kateri sodelujejo:
- fizioterapevt-ka, ki je opravil-a dodatno izobraževanje na področju hipoterapije, ki se izvaja v nekaterih državah EU ter pridobil-a status inštruktorja jahanja
- vodnik konja
- po potrebi pomožni terapevt oz. spremljevalec
- konj

Potreben je primeren prostor, izjemnega pomena je izbira konja. Le-ta zavisi predvsem glede na velikost, obliko hrbta, značilnosti konjevega hoda, starost, temperament, učljivost itd., za konja pa je treba tudi pravilno skrbeti. 
Glavni efekt predstavlja tridimenzionalno gibanje konja, ki preko konjevega hrbta prenaša na pacienta 90-110 nihalnih dražljajev na minuto, kar je podobno število kot pri človekovi hoji. Konj reagira na prenos jezdečevega težišča in spremembo ritma s spremembo tempa in smeri, saj je usklajenost njunega težišča in ritma osnovni pogoj za ravnotežje in udobje konja. Gre za stimulacijo mišično gibalnih impulzov. Ker se številni impulzi s konja prenašajo na jezdeca, mora fizioterapevt vedeti, kaj ti impulzi predstavljajo za posameznika pri nevroloških gibalnih motnjah. Nestrokovno izvajanje hipoterapije lahko gibalno motnjo še poslabša. Terapevt pomaga pacientu na konju, da se prilagodi ritmičnemu nihanju. Popravlja njegovo držo, če je pacient majhen, sedi terapevt za njim na konjskem hrbtu. Pri gibanju naprej na konju pacient brez naporov vadi simetrično obremenitev sedišča, hrbtenica mora biti vzravnana. S prilagajanjem konjskemu gibanju se sprosti mišični tonus in vzpodbudi občutek za ravnotežje. Tega v telovadnici z nobeno vadbo in nikakršno napravo ni mogoče doseči. Gibanje je tukaj večdimenzionalno, gre za gibanja naprej-nazaj, gor-dol, za rotacije in gibanja z ene na drugo stran. Poleg tega konjev hod povzroča mehke dražljaje, ki sproščajo mišični tonus in izgrajujejo centralni mišični tonus. Gre tudi za prekinitev napačnih vzorcev in enakomerno ponavljanje pravilnih gibalnih vzorcev. Posebnost hipoterapije pa je odnos, ki nastane med človekom in živaljo in vsekakor ni zanemarljiv, vpliva pa tudi na večjo motivacijo pacienta za sodelovanje na terapiji.

### Uporabnost
- boleznih centralnega ali perifernega živčnega sistema (spastičnost, ataksija, diskinezija, multipla skleroza,..)
- boleznih podpornega in gibalnega aparata [1]
- rehabilitacijah pri posledicah nesreč
- rehabilitacijah pri boleznih srca in ožilja
- genetskih motnjah (Downov sindrom)

### Delovanje
- regulacija tonusa v mišicah; povečana napetost se izmerljivo sprosti, zmanjšana napetost se izboljša
- olajšana je mobilizacija sklepov; preko povečane gibljivosti medenice se poveča gibljivost kolkov in tako omogoča balansiranje hrbtenice
- konjev ritem omogoča stabiliziranje in končno avtomatizacijo gibov
- izboljšajo se ravnotežje, reakcijska sposobnost, koordinacija, intenzivni gibi (pospeševanje in zaviranje konja)

## Terapevtsko-pedagoško jahanje
Pojem terapevtsko-pedagoško jahanje zajema pedagoške, psihološke, psihoterapevtske in socialno-integrativne učinke s pomočjo izučenega konja pri otrocih, mladostnikih in odraslih pri naslednjih indikacijah:
- vedenjske motnje
- čustvena prizadetost
- težave pri učenju
- motnje zaznavanja in govorne težave
- problemi na socialnem in emocionalnem področju
- slabovidnost in naglušnost

Izvaja ga pedagog ali psiholog, specialni in rehabilitacijski pedagog (defektolog, specialni pedagog - zaradi sprememb v stroki se za isti profil pojavljajo različni nazivi), socialni pedagog, ki so opravili dodatno izobraževanje na področju terapevtsko-pedagoškega jahanja in voltažiranja ter pridobili status inštruktorja jahanja. Tudi terapevtsko-pedagoško jahanje se izvaja pod zdravniškim nadzorom. Zdravnik poda mnenje o primernosti jahanja za vsakega udeleženca terapevtskega jahanja posebej.

### Učinki
- razvoj senzo-motoričnega področja: nedavna ameriška raziskava potrjuje ugoden vpliv te oblike zdravljenja pri otrocih s cerebralno paralizo.[2]
- razvoj emocionalno-kognitivnega področja (poviševanje koncentracije, motivacije, zaznavanje razpoloženj in prepoznavanje reakcij drugih živih bitij, sprejemanje, priznavanje in premagovanje strahov, krepitev občutka samozavesti in zaupanja v lastne zmogljivosti, zvišanje frustracijske tolerance in občutek zadovoljstva)
- razvoj socialnega področja: (učenje pravilnih reakcij v vedenju, učenje sprejemanja drugih živih bitij, izgradnja občutka odgovornosti, prepoznavanje in upoštevanje skupno postavljenih pravil, učenje sklepanja kompromisov, učenje ponujanja in prejemanja pomoči, zmanjševanje agresivnosti in izgradnja prijateljstva in vzpostavljanje zaupljivih odnosov do konja, terapevta in drugih prijateljev jahačev)

## Jahanje za osebe s posebnimi potrebami
Jahanje za osebe s posebnimi potrebami je glede na prejšnja dva opisa bolj športno usmerjeno. Športnike se glede na stopnjo gibalne oviranosti razdeli v 4 kategorije. Za vsako so predpisani različni testi (dresurne naloge) glede na osvojen nivo znanja ene kategorije ter zahtevani dresurni liki za prosti program ob glasbi. Trening izvaja učitelj jahanja z dodatno izobrazbo za osebe s posebnimi potrebami, soglasje pa poda tudi zdravnik. Z uporabo pripomočkov, ki kompenzirajo hendikep, je dobro šolanemu jahaču konja mogoče jahati enako dobro kot zdravemu. Po svetu so organizirana tekmovanja na državnih nivojih, mednarodna tekmovanja, evropsko in svetovno prvenstvo. Dresurno jahanje za osebe s posebnimi potrebami je postalo tudi eden od športov, vključenih v paraolimpijske igre. Cilji športnega jahanja so: učenje jahalnih veščin, razvijanje prijateljstva, odločnosti, potrpežljivosti in samodiscipline, koristno preživetje prostega časa, razvijanje športnega duha, tekmovalnosti in še bi lahko naštevali.

## Študije
Izvedene so bile kvantitativne študije, ki so raziskovale, ali jahanje kot terapija izboljšuje motorične sposobnosti pri otrocih s cerebralno paralizo. Cerebralna paraliza je trajna okvara v možganih ( zaradi poškodbe možganov, ki nastane v materinem telesu, med porodom ali v prvih mesecih življenja ), ki onemogoča popoln nadzor nad gibanjem, navadno povzroči ohromelost spodnjih okončin. Do leta 2007 je bilo objavljenih 11 takšnih študij, od tega 6 s področja terapevtskega jahanja in 5 s področja hipoterapije, nobena raziskava pa ne vključuje obojega. Signifikantno izboljšanje motoričnih sposobnosti s pomočjo terapevtskega jahanja potrjuje 5 od 6 študij, izboljšanje s pomočjo hipoterapije pa vseh 5 študij. Ugotovili so, da gibanje konja povzroča normalno gibljivost medenice jahača, izboljša se mobilnost sklepov, ravnotežje in drža jahača. Toplota konjevega telesa in ritmično gibanje spodbujata cirkulacijo, reducirata povišani mišični tonus in povzročata relaksacijo mišic pri otrocih s spastično cerebralno paralizo. Oba načina ( terapevtsko jahanje in hipoterapija ) se priporočata kot način rehabilitacije pri otrocih s cerebralno paralizo.
Ena izmed študij, ki je preučevala vpliv terapevtskega jahanja na izboljšanje gibalnih sposobnosti, je vključevala 17 oseb ( 9 ženskega in 8 moškega spola ), povprečne starosti 9 let in 10 mesecev, ki so bili sami sebi kontrola. Od 17 sodelujočih otrok je imelo 12 oseb spastično diplegijo, 3 spastično kvadriplegijo in 2 spastično hemiplegijo. Po določenih kriterijih so vsem otrokom določili stopnjo invalidnosti, ocenili so njihovo samostojnost, lokomocijo, komunikacijo. Terapevtsko jahanje so izvajali 1 uro tedensko v 3 sklopih po 6 tednov, skupno 18 tednov. Skozi ta čas so kvantitativno z meritvami motoričnih sposobnosti ocenjevali izboljšanje le-teh, in sicer 6 tednov pred izvajanjem terapevtskega jahanja, 18 tednov med jahanjem in 6 tednov po jahanju. Podatki o motoričnih sposobnostih, pridobljeni z meritvami, so razdeljeni v 5 kategorij: (A) ležanje in kotaljenje; (B) sedenje; (C) plazenje in klečanje; (D) stanje in (E) hoja, tek in skoki. Posamezne kategorije so ocenjene pod strogimi kriteriji na lestvici od 0 do 3, v kliniki v sodelovanju s terapevti, usposobljenimi za to področje, ki pa niso prisostvovali samemu terapevtskemu jahanju. Po 6. letu starosti pri otrocih s cerebralno paralizo po navadi ne pride do večjih sprememb motoričnih sposobnostih, študija pa preučuje, ali lahko terapevtsko jahanje skozi krajše časovno obdobje povzroči pozitivne spremembe. Seanse so potekale v dveh različnih ameriških terapevtskih jahalnih centrih. Jezdeci so sedeli direktno na podlogi za sedlo ali na sedlu, inštruktorji pa so jim postavljali različne naloge, npr. da se dotaknejo različnih delov telesa konja ( grive, vratu, boka ) in da poskušajo doseči konjev hrbet z obema rokama ali pa da dosežejo nek predmet ( npr. žogo ali obroč), pri tem pa poskušajo obdržati ravnotežje in držo. Otroci so tudi legli na konjev hrbet, konj je na začetku stal pri miru, nato je začel počasi in enakomerno hoditi. Ob uporabi sedla je jezdec lahko vstal v stremenih in poskušal najti pravilno držo. Otroci so izvajali različne gibe z rokami ( iztegnjene predse ali nad glavo, kroženje, dvigovanje in spuščanje palice z obema rokama) in metali majhne žogice v košare. Vse vaje so temeljile na tem, da otrok med raztegovanjem ohranja ravnotežje in pravilno držo.  Konj je bil medtem voden z vodnikom s pomočjo vodilne vrvi, kot dodatna pomoč pa so bili prisotni še stranski vodniki ali asistent na konju, ki je nudil oporo jezdecu. Skozi terapijo je bilo potrebno vedno manj pomoči. Jezdeci so bili zaščiteni s čeladami in trakovi za brado. Za vrednotenje rezultatov so uporabili enosmerni ANOVA test in post-hoc test, pri p<0,05. Med rezultati meritev 6 tednov pred jahanjem in rezultati na začetku jahanja ni razlik v nobeni kategoriji od A-E. Po 6 tednih jahanja še tudi ni razlik, se pa začnejo pojavljati signifikantne razlike po 12 tednih jahanja. Kategorija E ( hoja, tek, skoki ) se signifikantno izboljša za 8,7% ( pri p<0,02) in ostane izboljšana za 8,5% ( pri p<0,03 ) po 18 tednih jahanja. 6 tednov po končanem jahanju ostane kategorija E zvišana za 1,8% ( pri p<0,03 ). Moč testa pri α= 0,05 je bila 0,803, kar je nad zahtevano vrednostjo 0,8. Skupno izboljšanje v vseh kategorijah od A-E ni bilo signifikantno, po 18 tednih jahanja se je stanje izboljšalo za 7,6%, a se nato vrnilo na stanje pred jahanjem. Prav tako ni bilo opaziti signifikantnega izboljšanja v ostalih posameznih kategorijah A, B,C in D.
Na področju hipoterapije je bila izvedena študija, ki je vključevala 5 oseb s cerebralno paralizo. Hipoterapijo so izvajali po 30 minut dvakrat tedensko, 8 tednov. Kategorija E ( hoja, tek, skoki ) se je signifikantno izboljšala za 6,4% ( p<0,05 ) med samo terapijo, po terapiji pa meritev niso več izvajali.   Signifikantno izboljšanje motoričnih sposobnosti potrjuje tudi študija, izvedena na 11 otrocih z zmerno do težjo obliko cerebralne paralize, starosti od 2 do 9 let. Terapijo so izvajali po 60 minut dvakrat tedensko, 10 tednov. Trije pediatrični terapevti so neodvisno drug od drugega ocenjevali gibalne sposobnosti otrok, s pomočjo posebne 4-stopenjske lestvice ( 0: resne omejitve gibanja; 1: zmerne omejitve; 2: minimalne omejitve; 3: simetrično, normalno gibanje ), za 5 različnih delov telesa ( vrat/glava, ramena, trup, hrbtenica, medenica ). Hipoterapija je izboljšala držo za 37,9% ( p<0,05 ) med samo terapijo, podatkov po terapiji ni.

## Povezave
- Fundacija Nazaj na konja
- Terapevtsko jahanje Arhivirano 2007-12-23 na Wayback Machine.
- I. konger terapevtskega jahanja v Sloveniji[mrtva povezava]

### Raziskave in poskusi
- Hippotherapy Arhivirano 2006-10-22 na Wayback Machine. (angleško)
- Drža med sedenjem pri osebah z motnjo v duševnem in telesnem razvoju pred hipoterapijo in po njej[mrtva povezava]